# Sharavogue
Sharavogue (en Irlandais Searbhóg), est un townland de la baronnie historique de Clonlisk dans le comté d'Offaly en Irlande .

## Géographie
Sharavogue est une zone rurale située autour de la jonction des routes N52 et R492 entre Roscrea et Birr. La Little Brosna River passe à Sharavogue sous le pont du même nom.

## Histoire
Sharavogue House, monument historique, n'existe plus. Elle a été incendiée dans les années 1920, mais il en reste l'arche de porte et la cour de l'écurie qui sont répertoriés comme ayant une valeur architecturale,.
Le pont de Sharavogue construit au début des années 1850 porte la route R492 sur la rivière Little Brosna qui forme ici la frontière entre les townlands de Sharavogue et Ballincor Demesne. Le pont est classé d'intérêt architectural et technique.
Un seul pont en arc porte la route R492 sur la ligne de chemin de fer désormais désaffectée Roscrea-Parsonstown. Ce pont, construit vers 1858, est également répertorié comme étant d'intérêt architectural et technique.
Sharavogue est aussi connu pour sa tourbière surélevée située dans la plaine inondable de la rivière Little Brosna. C'est un exemple d'un type d'habitat qui devient de plus en plus rare en Irlande et en Europe et qui figure sur la liste des zones spéciales de conservation répertoriées par le National Parks and Wildlife Service opérant sous l'égide du Department of Arts, Heritage and the Gaeltacht (en). Les zones spéciales de conservation font partie du réseau Natura 2000 de l'Union européenne des sites présentant une faune ou une flore particulière.